# Víska u Jevíčka
Víska u Jevíčka är en ort i Tjeckien.   Den ligger i regionen Pardubice, i den östra delen av landet, 170 km öster om huvudstaden Prag. Víska u Jevíčka ligger 394 meter över havet och antalet invånare är 155.
Terrängen runt Víska u Jevíčka är kuperad österut, men västerut är den platt. Runt Víska u Jevíčka är det ganska glesbefolkat, med 47 invånare per kvadratkilometer. Närmaste större samhälle är Moravská Třebová, 12,1 km norr om Víska u Jevíčka. Trakten runt Víska u Jevíčka består till största delen av jordbruksmark.